# Мятеж Фудзивара-но Накамаро
Мятеж Фудзивара-но Накамаро — военный конфликт 764 года в Японии периода Нара. Фактический правитель страны Фудзивара-но Накамаро, чтобы противодействовать усилению монаха Докё, фаворита бывшей императрицы Кокэн, поднял мятеж, но потерпел поражение в битве при Миодзаки и был казнён.

## Мятеж
Фудзивара-но Накамаро принадлежал к самому влиятельному роду Японии периода Нара. Возглавляя клан «нанкэ», он возвысился в последние годы правления императора Сёму, но ещё больше усилился в правление императрицы Кокэн и императора Дзюннин, на дочери которого был женат. В 757 году был раскрыт заговор против клана «нанкэ», организованный родом Татибана (во главе его стояли Татибана-но Нарамаро, а также принц Фунадо и Отомо-но Комаро), после чего Накамаро фактически захватил всю полноту власти. Он собирал налоги от своего имени, чеканил собственную монету, занял пост дайдзё-дайдзина и даже стал именоваться Эми-но Осикацу, присвоив себе, таким образом, привилегию императора табуировать прижизненное имя.
В 761 году у бывшей императрицы Кокэн появился новый фаворит — буддийский монах Докё. Он побудил Кокэн вернуться к власти, так что в Японии образовались два политических центра: один вокруг Докё, второй — вокруг императора Дзюннина и контролировавшего его Накамаро. Первый опирался на идеологию буддизма, второй — на конфуцианство. Накамаро, столкнувшись с серьёзной угрозой, поднял мятеж в октябре 764 года, но был разбит, взят в плен и казнён вместе с женой и сыном. Дзюннина отправили в ссылку, где он вскоре умер при неясных обстоятельствах. После этого власть сосредоточилась в руках Докё и императрицы Кокэн, принявшей новое имя — Сётоку.